# New Home
La ville américaine de New Home est située dans le comté de Lynn, dans l’État du Texas. Elle comptait 334 habitants lors du recensement de 2010.

## Source
- (en) Cet article est partiellement ou en totalité issu de l’article de Wikipédia en anglais intitulé « New Home, Texas » (voir la liste des auteurs).